# بیا، آرزو کن
بیا، آرزو کن (به هندی: Aao Wish Karein) و (به انگلیسی: Come, Make a Wish) فیلمی هندی محصول سال ۲۰۰۹ و به کارگردانی گلن بارتو است. در این فیلم بازیگرانی همچون آفتاب شیودسانی، آمانا شریف، راتی آگنیهوتری، جانی لور، تیکو تالسانیا، سوهاسینی مولای، شاهرخ خان و ریتیش دشموک ایفای نقش کرده‌اند.